# Inobservável
Um inobservável (também chamado impalpável) é uma entidade cuja existência, natureza, propriedades, qualidades ou relações não são diretamente observáveis ou percebidos por humanos. Na filosofia da ciência, exemplos típicos de "inobserváveis" são partículas atômicas, a força da gravidade, o nexo de causalidade e crenças ou desejos. No entanto, alguns filósofos (George Berkeley, por exemplo) também caracterizam todos os objetos - árvores, tabelas, outras mentes, microorganismos, todas as coisas que os humanos atribuem como a coisa que causa sua percepção - como inobserváveis.
"Inobservables" é uma referência similar à distinção de Immanuel Kant entre noumena (coisas em si, isto é, coisas cruas em seu estado necessariamente incognoscível, antes de passarem pelo aparato formalizador dos sentidos e da mente em ordem, para se tornar objetos percebidos) e fenômenos (o objeto percebido). Segundo Kant, os humanos nunca podem conhecer o noumena; tudo o que os humanos sabem é o fenômeno. A distinção de Kant é semelhante à distinção de John Locke entre as qualidades primárias e secundárias. Qualidades secundárias são o que os seres humanos percebem, como vermelhidão, chilrear, calor, mofo ou doçura. As qualidades primárias seriam as qualidades reais das próprias coisas que dão origem às qualidades secundárias que os humanos percebem.
A natureza ontológica e as questões epistemológicas  relativas aos inobserváveis são um tema central na filosofia da ciência. A noção de que um determinado inobservável existe, é referida como realismo científico, em contraste com o instrumentalismo, a noção de que inobserváveis como átomos são modelos úteis, mas não necessariamente existem.
WV Metcalf distingue três tipos de inobserváveis. Um é logicamente inobservável, o que envolve uma contradição. Um exemplo seria um comprimento que é mais longo e mais curto que um determinado comprimento. O segundo é o praticamente inobservável, aquilo que podemos conceber como observável pelas faculdades sensoriais conhecidas do homem, mas somos impedidos de observar por dificuldades práticas. O terceiro tipo é o fisicamente inobservável, aquilo que nunca pode ser observado por quaisquer faculdades sensoriais existentes do homem.